# Zamal Nixon
Frederick Zamal Nixon (Brooklyn, 7 gennaio 1989) è un cestista statunitense, professionista in Europa.